# 扎拉·阿米尔·阿布拉希米
扎拉·阿米尔·阿布拉希米（波斯語：زهرا اميرابراهيمی，1981年7月9日—），伊朗演员、导演。2022年凭借《圣蛛》获得坎城影展最佳女演员奖。

## 生平
1987年，扎拉在伊朗德黑兰出生。18岁时以助理导演身份拍摄个人第一部短片，之后在伊斯兰阿扎德大学学习戏剧，同时在查苏学院（Charsu Institute）进修艺术课程。职业生涯执导的第一部短片是《巧茶》（Khat），其后参演穆罕默德·努里扎德、莫吉塔巴·莱伊（Mojtaba Raie）、阿博法兹·贾利利、阿巴斯·基亚罗斯塔米等伊朗导演的作品，也亮相德黑兰城市剧院的剧目，及后凭借电视剧《Komakam Kon》家喻户晓。
在出演完邪典电视剧《纳尔吉斯》后，主演扎拉自制的性爱录影在网上流传，引发伊朗全国轰动，其中伊朗检察总长赛义德·莫塔扎维亲自下令调查事件。社会压力之下，扎拉无法继续在伊朗从事表演工作，最终离开伊朗，出走迪拜及欧洲。
2008年，扎拉来到法国，负责制作英国广播公司（BBC）的波斯语节目，同时获得法国国籍。2017年参演阿里·苏赞德执导的动画片《德黑兰禁忌玫瑰》，入选第70屆坎城影展国际影评人周单元。2019年创办电影和纪录片制作公司Alambic Production，同年3月与格什菲·法拉哈尼获得汉堡文化自由奖（Hamburg Award for Cultural Freedom）。2022年，凭借阿里·阿巴西执导作品《圣蛛》获得戛纳电影节最佳女演员奖。